# Ernst Thälmann (Schiff)
Die Ernst Thälmann war ein Schulschiff der Volkspolizei See und später der Volksmarine. Ursprünglich wurde es 1928 als Inspektionsschiff Hvidbjørnen (dänisch für Eisbär) in Kopenhagen für die Königlich Dänische Marine gebaut. Ihr Einsatzgebiet waren die Gewässer um Grönland und die Färöer-Inseln, wo sie Präsenz zeigte und die Souveränität des Königreichs Dänemark demonstrierte. Damit das Schiff nicht in die Hände der deutschen Kriegsmarine gelangte, erfolgte 1943 die Selbstversenkung im Großen Belt. Die Kriegsmarine konnte das Schiff zwar bergen, zur Reparatur und zum Einsatz kam es aber erst wieder in der DDR. 1952 wurde das Schiff als Schulschiff Ernst Thälmann in den Dienst der Volkspolizei See übernommen, aus der die Volksmarine hervorging. Nur Monate vor der Außerdienststellung 1961 wurde das Schiff noch einmal in Albin Köbis umbenannt.

## Einsatzgeschichte

### Dänische Marine
Die Kiellegung des Schiffs war am 29. Februar 1928 in der Marinewerft (Orlogsværftet) in Kopenhagen unter der Bau-Nummer 147 als Fischereischutzschiff. Der Stapellauf erfolgte am 27. Dezember 1928, und im Mai 1929 wurde das Schiff in Dienst gestellt. Das Schiff war mit zwei 8,7-cm-Kanonen und zwei Maschinengewehren bewaffnet.
Der Einsatz des Schiffs begann wegen der schwierigen Eislagen im Einsatzgebiet immer erst im späten Frühjahr. So lag das Schiff zum Zeitpunkt des deutschen Überfalls auf Dänemark im April 1940 noch in dänischen Gewässern. Hier durfte es mit Genehmigung der deutschen Kriegsmarine zur Ausbildung dänischer Kadetten genutzt werden. Nachdem die dänische Regierung 1943 die deutsche Forderung zur Verhängung des Ausnahmezustandes abgelehnt hatte, beseitigte die deutsche Wehrmacht im Rahmen der „Operation Safari“ im August 1943 die Reste der staatlichen Souveränität Dänemarks. Die dänische Flotte konnte jedoch noch angewiesen werden, die vorbereiteten Befehle zur Selbstversenkung auszuführen. Die Hvidbjørnen versuchte gemäß den Anweisungen, einen Hafen im neutralen Schweden zu erreichen. Sie und die ebenfalls fliehende Ingolf wurden jedoch von einem deutschen Minensuchboot abgefangen. Beide Schiffe wurden von deutschen Prisenkommandos besetzt und die Kommandanten aufgefordert, Korsør anzulaufen. Nachdem die Hvidbjørnen die Reede von Korsør erreicht hatte, gelang es der dänischen Besatzung, den Zeitzünder der vorbereiteten Sprengladung zu aktivieren. Die dänische Besatzung und das deutsche Prisenkommando konnten das Schiff noch rechtzeitig verlassen. Die Hvidbjørnen sank am 29. August 1943 im Großen Belt.
Nach der Selbstversenkung erteilte die deutsche Seekriegsleitung den Auftrag zur Bergung des Wracks an das Marinebergungs- und Seedienstkommando in Kiel. Am 23. November 1943 gelang es, das Wrack zu heben und nach Korsør zu schleppen. Erst nach einem Jahr Arbeit war das Schiff soweit instand gesetzt, dass es in eine deutsche Werft geschleppt werden konnte. Im November 1944 wurde das Schiff in den Stadthafen Rostock überführt. Eine vollständige Wiederherstellung vor Kriegsende gelang nicht mehr. Zum Zeitpunkt der Kapitulation im Mai 1945 lag das Schiff mit weiteren ehemaligen dänischen Schiffen wie der Quintus und Sixtus noch als Wrack in Rostock. Die Sowjetunion bot der Königlich Dänischen Marine noch im selben Jahr die Rückführung der Schiffe an. Wegen der hohen Wiederherstellungskosten verzichtete diese und die Wracks verblieben in Rostock.

### Seestreitkräfte der DDR
Beim Verholen der Hvidbjørnen im Jahre 1947 kenterte sie und lag danach quer im Becken des Rostocker Stadthafens. In sowjetischem Auftrag wurde das Wrack durch den Betrieb Schiffsbergung und Taucherei Stralsund erneut gehoben, da es den Hafenbetrieb behinderte. 1949 wurde das Schiff von drei Schleppern in die Hansewerft Wismar überführt, wo die Reparaturarbeiten begannen. Das noch nicht fertiggestellte Schiff wurde Anfang 1950 von der UdSSR an die DDR übergeben. Bei den zuständigen Organen der Landesregierung Mecklenburg wurden Überlegungen angestellt, wie aus dem Wrack ein Ausbildungsschiff für die zukünftige DDR-Fischerei-, Handels- und Technische Flotte geschaffen werden könnte.
Nach der Bildung der Seepolizei im Juni 1950 wurde festgelegt, dass sie das Schiff erhalten sollte und es als Schulschiff mit dem Projektnamen Dorsch weiter ausgebaut werden sollte. In der Hansewerft Wismar waren bisher nur die notwendigsten Reparaturen zur Erhaltung der Schwimmfähigkeit vorgenommen worden. Da in der Stralsunder Werft mit einer neuen Slipanlage bessere Bedingungen herrschten, wurde das Schiff im Oktober 1950 dorthin geschleppt, um die weiteren Arbeiten am Schiffskörper durchzuführen. Im März 1951 wurde das Schiff zur Peene-Werft in Wolgast verlegt. Dort wurden die Reparaturen und der Umbau zum Schulschiff Dorsch gemeinsam mit dem Konstruktionsbüro Stralsund-Schwedenschanze unter der Projektnummer 3 fortgesetzt.
Das Schiff erhielt einen neuen schrägen Vorsteven, eine neue Brücke und nach hinten verlängerte Decksaufbauten. Die Hauptantriebsanlage – eine Vierzylinderkolbendampfmaschine und zwei Doppelflammrohrkessel mit Ölfeuerung – wurde instand gesetzt. Als leichte Artilleriebewaffnung erhielt das Schiff vier sowjetische 3,7-cm-Geschütze 70 K und zwei deutsche 2,0-cm-Vierlingsgeschütze C 38. Da diese bei den ersten Probeschüssen zu Bruch gingen, wurden sie durch zwei 2,5-cm-Geschütze ersetzt. Als Stammbesatzung konnten in den Kammern und Decks bis zu 56 Mann untergebracht werden. Für die Offiziersschüler standen zwei Wohndecks für zusätzliche 56 Mann zur Verfügung.
Im Oktober 1952 wurde das Schiff durch die Volkspolizei See unter dem Namen des ehemaligen Vorsitzenden der KPD Ernst Thälmann in Dienst gestellt. Der Projektname Dorsch wurde nicht übernommen. Das Schiff wurde der Seepolizeischule und ab Januar 1953 der Schulbootsabteilung in Parow unterstellt. Heimathafen wurde Saßnitz, da der Hafen in Parow zu klein war. Mit den Ausbildungstörns für die zukünftigen Offiziere der Volkspolizei See wurde Anfang 1953 begonnen.
Nach der Gründung der NVA im März 1956 wurde das Schulschiff Ernst Thälmann Flaggschiff der neu gebildeten Seestreitkräfte der DDR. Von diesem Zeitpunkt an trug es die Doppelbezeichnung „Flagg- und Schulschiff“.
In der Peene-Werft Wolgast erfolgte Mitte 1956 eine Umrüstung der Bewaffnung. Das 3,7-cm-Geschütz auf dem Vorschiff wurde durch das neu eingeführte 8,5-cm-Universalgeschütz 90 K ersetzt und das auf dem Achterdeck durch ein 2,5-cm-Zwillingsgeschütz 2M3. 1957 mussten die weitgehend unbrauchbar gewordenen Zylinderkessel ersetzt werden. Sie wiesen trotz wiederholter Reparaturen immer wieder Undichtigkeiten auf. Nach einem im Institut für Schiffbautechnik Wolgast erarbeiteten Umbauprojekt bekam das Schiff in der Neptun Werft Rostock zwei neue Wasserrohrkessel. Hierfür wurde der Generatorraum umgebaut und der Schornstein um etwa einen Meter nach hinten versetzt.
1959 fuhr die Ernst Thälmann als erstes bewaffnetes deutsches Kampfschiff nach dem Ende des Zweiten Weltkriegs zu einem Besuch nach Leningrad.
Aus Anlass des 42. Jahrestages der Ermordung von Karl Liebknecht und Rosa Luxemburg wurden im Januar 1961 den vier Küstenschutzschiffen des sowjetischen Projekt 50 die Namen Karl Marx, Friedrich Engels, Karl Liebknecht und Ernst Thälmann verliehen. Am gleichen Tag wurde das Flagg- und Schulschiff in Albin Köbis umbenannt, nach einem der Anführer des Matrosenrevolte 1917.
Die Außerdienststellung der Albin Köbis erfolgte im September 1961. Sie verblieb noch zwei Jahre in Saßnitz als Wohnschiff. 1963 begann die teilweise Abwrackung des Schiffs in Warnemünde. Der Rumpf wurde bei Zielübungen am 25. und 26. September 1965 in der Ostsee versenkt.
Das Flagg- und Schulschiff Ernst Thälmann war das einzige Kampfschiff der Volksmarine, welches den Schiffsnamen beiderseits am Vorschiff führte. Alle anderen Kampfschiffe und -boote trugen nur Bordnummern.

## Bewaffnung
Dänische Marine
Die Bewaffnung des Schiffs bestand aus zwei 8,7-cm-Geschützen – die in Einzellafetten an Bug und Heck aufgestellt waren – sowie zwei Maschinengewehren.
Volksmarine
Bei der Indienststellung durch die Volkspolizei See im Oktober 1952 war das Schiff mit vier sowjetischen 3,7-cm-Geschützen 70 K und zwei 2,5-cm-Geschützen ausgerüstet. Mitte 1956 erfolgte eine Umrüstung: Das Bug- und Heckgeschütz (3,7 cm) wurden durch ein 8,5-cm-Universalgeschütz 90 K L/52 (Bug) und ein 2,5-cm-Zwillingsgeschütz 2M3 (achtern) ersetzt.